# 姫路市中央卸売市場
姫路市中央卸売市場（ひめじしちゅうおうおろしうりしじょう、英語: Himeji City Central Wholesale Market）は、兵庫県姫路市が設置している中央卸売市場。兵庫県内に2つある中央卸売市場の一つ。

## 歴史
中央卸売市場開設以前の姫路では、姫路駅北西部（駅から徒歩5分ほどの場所）の久保町一帯に市場街が形成された。周辺の忍町や高尾町にまで拡大したものの、自生的に生まれた市場街であったため機能性に乏しく、戦後の高度経済成長下における経済発展、人口増加に対応できなくなっていた。
そこで姫路市は、姫路市手柄地区に中央卸売市場の開設を決定し、1957年（昭和32年）10月20日に全国で15番目となる中央卸売市場が姫路に誕生した。
中央卸売市場開設後、久保町一帯の市場街の中央卸売市場への移転は進んだが、現在に至るまで久保町一帯の市場街は存続している。しかし、久保町一帯の市場街で最大の青果業者であった山市青果の倒産・廃業以降は、町の八百屋、魚屋などの小規模専門小売業者の衰退や量販店の進出などの市場環境の変化が加わり、衰退傾向は加速している。
姫路市中央卸売市場は鮮魚などを扱う水産物部と、野菜や果物などを扱う青果部で組織されているが、青果部は卸売業者がすべて合併したため（1963年に姫路中央青果・姫路農産市場・姫路青果の3社が合併）、全国の中央卸売市場にさきがけて卸売業者1社体制を実現した。
2023年（令和5年）3月13日、姫路市白浜町に移転した。移転前の市場敷地内には、1957年3月27日から1979年10月31日まで、日本国有鉄道（国鉄）姫路市場駅が所在し、貨物列車で食料品の輸送を行っていたが、トラック輸送に置き換えられて廃止されている。移転後の跡地は市立高校３校が合併した「姫路市立高等学校」の新校舎を建設予定。

## 移転の経緯
近年は、市場外流通（産地直送・ネット販売）などの流通環境の変化や、道路交通網の発達に伴う地方市場の必要性の低下から、近隣市場（京都市場、大阪本場、大阪北部市場、神戸市場、岡山市場など）との競争が激化しており、取扱量の減少への対応を求められている。

低迷の原因は、以下のようなところにある。
- 全国の他市場と同様に、八百屋・魚屋といった小規模小売業者の衰退と量販店の進出により、仲卸業者の中で量販店への販売ルートを持たない業者が苦境に立つ。
- 京阪神や四国への玄関口の岡山と較べ、姫路都市圏の規模が小さい。そのため、産地からモノを集める際に仲卸販売力の弱い姫路市場は、京阪神・岡山市場と比べて卸売業者の集荷力も落ちる。つまり、「売れないから荷が集まらない、荷が集まらないから売れない」という負のスパイラルに陥る。
- 地場商品の力がない。例えば、京野菜のみならず岡山県産の野菜や明石の軟弱野菜（菜っ葉類）と較べても、姫路近郊の地場野菜商品の競争力は落ちる。
- 青果部は卸売業者が一社独占である。中央卸売市場は産地の代行者としてモノをできるだけ高く売りたい卸売業者と、小売や業務筋など買出人の代行者としてよいモノをできるだけ安く買いたい仲卸業者らが「せり」により向き合うことで適切な価格形成が行われるが、姫路市場では買い手（仲卸業者）は売り手（卸売業者）を選べず、卸売業者は競争原理が働かない中でも利益を確保することができた。品揃え、品質、価格に劣りながらも事業継続ができた卸売業者は、産地開拓、冷蔵設備の拡充（コールドチェーン対応）、衛生管理の近代化など現在の市場では必須条件ともいえる施設整備を疎かにしてきた。また、仲卸業者の上位寡占が進んでおり、最近の動向では、青果部において量販店取引を行う仲卸上位10業者が青果取扱量の9割前後を占める（現状の青果仲卸業者数は、32社）[4]。

取扱量減少の結果、青果部は農林水産省の策定した第9次卸売市場整備基本方針に基づく中央卸売市場の再編基準に該当することとなり、2015年（平成27年）4月1日より地方卸売市場に転換し、水産物を取り扱う「姫路市中央卸売市場」と青果物を取り扱う「姫路市青果地方卸売市場」が併存する公設市場となった。その後、改正卸売市場法の下、中央卸売市場としての認定要件である一定の規模以上等を満たしたことから、水産物部と青果部をあわせて中央卸売市場の認定を受けた。
取扱量の減少と施設の老朽化への対策が急務となった姫路市は、高品質な生鮮食料品等の安定供給と市場の活性化を図ることを目的として、場内事業者と低迷する市場の再建について検討を行い、2015年（平成27年）に食品関連会社や運送会社が立地する姫路市白浜町への移転再整備を決定し、2023年（令和5年）3月13日に白浜地区に移転した。また、新市場の北東隣接地では、市場流通品を販売する民間集客施設も検討されている。
移転先:

## 組織

### 姫路市産業局･中央卸売市場
- 場長
  - 副場長
    - 管理担当
    - 業務担当

## 市場関係業者

### 青果部
- 卸売業者
  - 姫路大同青果（株）
- 仲卸業者
  - 青果仲卸業者一覧

### 水産物部
- 卸売業者
  - 姫路魚類株式会社
  - 丸魚水産株式会社
- 仲卸業者
  - 水産物（鮮魚）仲卸業者一覧
  - 水産物（塩干）仲卸業者一覧
  - 水産物（煉製品）仲卸業者一覧

### 輸送組合
- 姫路中央市場運輸(株)
- 姫路運送株式会社
- 河野運送株式会社

## 委託手数料率
卸売業者（荷受）の収受する委託手数料率
- 青果部
  - 姫路大同青果株式会社（野菜）・・・8.5%
  - 姫路大同青果株式会社（果物）・・・7.0%
- 水産物部
  - 姫路魚類株式会社（生鮮水産物）・・・5.5%
  - 丸魚水産株式会社（生鮮水産物）・・・5.5%